# Örsbråtens naturreservat
Örsbråten är ett naturreservat i Ödenäs socken i Alingsås kommun i Västergötland.
Reservatet ligger i sluttningen ner mot sjön Ören. Där finns spår efter att marken brukats under de senaste århundradena och där finns vackra byggnader med stort kulturhistoriskt värde. I området finns gamla stenmurar, odlingsrösen, öppna diken och åkerholmar. Namnet kommer från gården Örsbråten som ligger invid. Bebyggelsen där är från 1870-talet och är välbevarad och har ett stort kulturhistoriskt värde.
De tidigare ängarna har på många platser övergått i betesmark men man kan ändå finna svinrot, darrgräs, slåttergubbe, smörboll och kärrsälting. På markerna intill bebyggelsen och längs de vägarna finns många lövträd, framför allt askar. Där växer många olika sorters lavar, bl.a. flera som är rödlistade.
Reservatet förvaltas av Västkuststiftelsen. Det är skyddat sedan 2002 och omfattar 13,5 hektar.